# Збройні сили Намібії
Сили оборони Намібії (англ. Namibia Defence Force) — сукупність військ Республіки Намібія, призначена для захисту свободи, незалежності і територіальної цілісності держави. Складаються з сухопутних військ, військово-морських сил та повітряних сил.